# Клатрин B
CLTB (англ. Clathrin light chain B) – білок, який кодується однойменним геном, розташованим у людей на короткому плечі 5-ї хромосоми.  Довжина поліпептидного ланцюга білка становить 229 амінокислот, а молекулярна маса — 25 190.
| 10         |  | 20         |  | 30         |  | 40         |  | 50         |
| ---------- |  | ---------- |  | ---------- |  | ---------- |  | ---------- |
| MADDFGFFSS |  | SESGAPEAAE |  | EDPAAAFLAQ |  | QESEIAGIEN |  | DEGFGAPAGS |
| HAAPAQPGPT |  | SGAGSEDMGT |  | TVNGDVFQEA |  | NGPADGYAAI |  | AQADRLTQEP |
| ESIRKWREEQ |  | RKRLQELDAA |  | SKVTEQEWRE |  | KAKKDLEEWN |  | QRQSEQVEKN |
| KINNRIADKA |  | FYQQPDADII |  | GYVASEEAFV |  | KESKEETPGT |  | EWEKVAQLCD |
| FNPKSSKQCK |  | DVSRLRSVLM |  | SLKQTPLSR  |  |            |  |            |

A: Аланін

C: Цистеїн

D: Аспарагінова кислота

E: Глутамінова кислота

F: Фенілаланін

G: Гліцин

H: Гістидин

I: Ізолейцин

K: Лізин

L: Лейцин

M: Метіонін

N: Аспарагін

P: Пролін

Q: Глутамін

R: Аргінін

S: Серин

T: Треонін

V: Валін

W: Триптофан

Кодований геном білок за функцією належить до фосфопротеїнів. 
Задіяний у таких біологічних процесах як ацетилювання, альтернативний сплайсинг. 
Білок має сайт для зв'язування з іоном кальцію. 
Локалізований у мембрані, клатрин-вкритих заглибинах мембрани, цитоплазматичних везикулах.